# 트루 티어즈
트루 티어즈(トゥルーティアーズ, True Tears)는 브로콜리와 서커스, 게임크랩(GameCRAB)의 공동 브랜드인 라 크리마가 개발하고 자체적으로 2006년 3월 31일에 발매한 첫 번째 미소녀 게임이다. 플레이스테이션 2으로 이식되어 2008년 3월 13일에 발매될 예정이었으나, 여름으로 미루어졌다. 2008년 1월 6일부터 3월 30일까지 전 13화 애니메이션로서 방영되었다.

## 게임
브로콜리(기획), 서커스(기획, 개발), 게임크랩(시나리오)가 합작하여 만든 공동 브랜드인 라 크리마의 첫 작품으로 제목대로 진실된 눈물을 주제로 한다. 주인공은 수능을 앞둔 고등학생으로, 얼마 남지 않은 시간 동안 추억을 만들기 위해 학교 내에서의 여학생들과 만나 점점 친해지게 되면서 마침내 마음 속에 품고 있는 슬픔을 덜어준다는 이야기로 진행된다. 주제가인 사토 히로미의 “Tears in snow”는 2005년 12월 23일에, 닫는 곡인 yozuca*의 “너와 내일로(君とあしたへ 기미토 아시타헤[*])”는 2006년 4월 26일에 발매되었다.

### 등장인물
나카네 루이(仲根 るい)
성우 - 이츠키 유이, 배우 - 타케다 아즈사
주인공과 같은 3학년 2반에 소속되어 있는 동물을 좋아하는 여학생으로, 장래에 수의사가 되기 위해 노력하고 있다. 부활동으로 수영부에서 활동하고 있다.
어릴적 길렀던 고양이들이 자신의 손을 거칠때마다 차례차례 죽어버리는 바람에 자신의 손은 고양이를 죽인다고 생각하여 고양이 대한 트라우마를 안고 있다. 스이호우학원에 입학할 당시에 등교길에 엎어져 다죽어가던 고양이를 도움을 부르러 간 사이에 주인공이 대신 동물병원에 데러다 준 일을 계기로 그를 좋아하게 되었다. 같은 반의 리쿠와는 중학교 2,3학년 시절, 클레이스메이트가 된 것을 계기로 친한 사이가 되어 그에게서 고백을 받기도 하였으나 거절하였다.
사나다 유즈코(真田 柚子)
성우 - 이나무라 유나, 배우 - 스즈키 아리사
주인공의 옆집에 사는 어릴적부터의 소꿉친구로 매우 가정적으로 상냥한 성격에 기가 약해 말소리가 작고 겁이 많은 울보이다. 애칭으로는 유즈로 불리고 있다.
주인공을 좋아하지만, 다른 남학생에게 연애편지를 받으면서 생각이 엇갈려 사이가 벌어졌다. 진학을 희망하던 대학에 합격하였지만, 먼거리에 있었기에 주인공을 볼 수 없게 되면서 망설인다.
유키시로 카츠라(雪代 かつら)
성우 - 사토 리나, 배우 - 카와하라 마코토
학교의 학생회장으로 성실한 성격의 소유자이다. 항상 성적이 정상에 있고 다른 사람 앞에서 약한 모습을 보인 적이 없으며 항상 냉정한 분위기를 띠고 있어, “철의 학생회장”이란 별명으로 불리기도 한다.
고등학교에 입학하기 전 변호사를 하고 있던 카츠라의 부친이 어떤 사건으로 의혹을 받았고, 주위의 질타에 참을 수 없게 되면서 자살하였다. 그 여파가 카츠라에게도 이어지는 바람에 입학을 미루어졌다. 약한 모습을 보이지 않았던 것은 훗날 변호사가 되어 부친에게 죄가 없음을 증명하기 위해서였다.
우에하라 호노카(上原 穂香)
성우 - 나카야마 에리나, 배우 - 타치바나 미키, 나카야마 에리나
주인공의 클레스 메이드, 조용하고 진지한 성격으로 존재감이 없는 소녀이다. 몸이 약해 학교를 쉬거나 보건실에 자주 신세를 지는 경우가 많으며, 자신감이 부족하여 다른 사람과 시선을 마주하고 말하는 것이 서툴다.
대인관계는 서툴지만, 웹상에서는 활발한 성격을 나타내며 개인 웹사이트를 운영하고 있다. 소설을 연재하고 있는데, 아스미의 활발한 성격을 닮고 싶어하여 그녀의 이름을 필명으로 쓰고 있다. 머리를 풀고 안경을 벗으면 다른 사람처럼 보이기에 자신의 수영복 사진을 찍어서 올리는 넷아이돌로도 활동한다. 주인공과 엮여가면서 그를 좋아하게 되었고 그 과정을 연애 소설로 썼지만, 자신감이 없었기에 결말을 헤어지는 것으로 맺었다.
사쿠라가와 이오(桜川 依緒)
성우 - 노가와 사쿠라. 배우 - 카지와라 히카리
주인공의 1학년 후배이자 케이고의 여동생으로 아이돌 성우이다. 학교에서는 방송부에 소속되어 있다. 꾸지람을 듣거나 할 때 상황을 벗어나려고 거짓으로 우는 버릇이 있다.
모모세 마코(百瀬 真子)
성우 - 와타나베 아케노, 배우 - 타나카 리코
남을 즐겁게 웃겨주는 것을 좋아하여 웃음을 연구하고 있으며, 장래에 부부만담가가 되기 위해 함께할 짝을 찾고 있다.
오가사와라 히카리(小笠原 光里)
성우 - 코시미즈 아미, 배우 - 시이타케니시 미카
소문을 좋아하는 현시대의 여고생으로, 사귀는 남자친구가 있다.
이노우에 기온(井上 祇園)
성우 - 후쿠이 유카리, 배우 - 오쿠노야 카나
오래된 말투를 쓰는 어린 여자아이로, 항상 조그만한 곰인형을 가지고 다닌다.
아키야마 아스미(秋山 飛美)
성우 - 히카미 쿄코
주인공이 다니는 고등학교의 보건사, 주인공의 사촌 누나로, 장기출장으로 집을 비운 주인공의 부모를 대신하여 지붕아래에 함께 살며 돌봐주고 있다. 공사의 구분을 엄격하게 하고 있어, 집에서는 유유자적한 시간을 보내지만 학교에서는 성실하게 일을 하며 성씨로 부르도록 하고 있다.
모리오카 리쿠(森岡 陸)
성우 - 야베 마사히토
주인공의 친구로, 여자를 좋아하고 아무 생각없이 현재의 시간을 즐기는 듯한 언동을 자주 취한다. 주인공과의 의리가 두텁고, 나카네 루이와는 중학교 2학년에 진학한 시절에 클레스메이드가 된 것을 계기로 친구가 되어 좋은 관계를 맺고 있으며,고백한 적이 있지만 거절받았다.
사쿠라가와 케이고(桜川 圭悟)
성우 - 타사카 히데키
학교의 부학생회장이자 이오의 오빠, 진지하고 완고하며 감정적인 성격의 소유자로, 성우로 데뷔한 여동생을 걱정하고 있다. 그 마음이 엇갈려 자주 다투는 바람에 사이가 좋지 않다. 학생회장인 카츠라와는 성적에서 라이벌 관계에 있으며, 카츠라를 누르고 정상에 서기 위해 노력하고 있으나, 항상 정상의 자리를 오르지 못하고 2인자의 자리에 머무르고 있다.

### 주제가
여는 노래 〈Tears in snow〉
노래: 사토 히로미
닫는 노래 〈너와 내일로(君とあしたへ 기미토 아시타헤[*])〉
노래: yozuca*

### 관련 매체

#### 만화
게임을 원작으로 하여, 2005년 12월 10일 아사키에 의해 코미 디지 창간호부터 연재되었다. 2006년 4월에 잡지명이 코미 디지 +로 개명되면서 출판사도 바뀌었다.

#### 실사드라마
드라마직스에 의해 드라마직스 세이유 에너지 8탄으로서 트루 티어즈 ~퓨어 앨범~(true tears〜pure album〜)로 이름지어져 실사드라마화되었다. 영상을 수록한 DVD는 2006년 12월 22일에 발매되었다.

## 애니메이션
니시무라 쥰지가 감독을 담당하고 P.A.WORKS에 의해 전 13화 분량의 애니메이션 화되어 테레비 가나가와, 간사이 TV 방송, 지바테레비, 테레비사이타마, 도카이테레비, 일본 BS 방송, 키즈 스테이션, 반다이 채널을 통해 2008년 1월 6일부터 3월 30일까지 방영되었다. '진실한 눈물'이란 주제는 원작 게임과 동일하지만 줄거리는 독자적으로 구성되어있다..
반다이 비주얼 미국지사에서 라이선스하여 영어 현지화되었으며, 2008년 5월 27일에 첫 DVD가 발매될 예정이다.

### 등장인물
나카가미 신이치로(仲上 眞一郎)
성우: 이시이 마코토
장래에 자신의 작품을 출판물로 내는 그림작가의 꿈을 키우는 고등학생. 작품의 주인공이다. 가업인 주조업을 잇길 원하는 어머니와 장래희망을 놓고 갈등하고 있다. 어느 날 점심 시간에 나무에 올라가 닭에게 줄 모이를 따고 있던 노에를 만나게 된다.
이스루기 노에(石動 乃絵)
성우 - 타카가키 아야히
신이치로가 어느 날의 점심 시간에 만난 같은 학년 A반에 다니는 소녀로 1년 전 신이치로가 사는 마을에 이사왔다. 어릴 적 할머니를 잃은 뒤 눈물을 흘릴 수 없게 되었다. 어린 아이같이 튀는 언동으로 인해 소문이 좋지 않다.
유아사 히로미(湯浅 比呂美)
성우 - 나즈카 카오리
신이치로와 어린 시절부터 알고 지낸 소꿉친구이자 같은 반 친구. 1년 전에 사고로 부모를 잃은 뒤 부모간 친분이 있었던 신이치로의 집안에 들어가 살게 된다. 학교에서는 농구부 활동도 펼치는 재능 있고 활발한 이미지를 가지고 있으나, 집에서는 위축되고 기를 펴지못하는 인상을 풍긴다.
안도 아이코(安藤 愛子)
성우 - 이구치 유카
신이치로와 오래 사귄 친구로 풀빵가게인 아이짱(あいちゃん)의 외동딸이자 간판 소녀. 신이치로보다 한 살 많다. 남자친구는 신이치로의 친구인 미요키치. 키가 작아 신이치로에게 종종 놀림당한다.
노부세 미요키치(野伏 三代吉)
성우 - 요시노 히로유키
신이치로와 같은 반인 살갑고 낙천적인 친구. 신이치로의 소개를 받아 아이코와 진지하게 사귀고 있다.
이스루기 쥰(石動)
성우 - 마스마 유키
노에를 항상 스쿠터로 학교에 데려다주는 친 오빠. 노에와 다른 고등학교에서 농구부 에이스로 활약하고 있다.
신이치로의 아버지(眞一郎の父)
성우 - 후지와라 케이지
신이치로의 아버지. 술 빚는 일을 가업으로 하고 있다. 과묵한 편이나 아들의 장래희망을 이해주는 따뜻한 성격을 지니고 있다. 아내와는 다르게 히로미에게 잘해주는 모습이 보인다.
신이치로의 어머니(眞一郎の母)
성우 - 타카하시 리에코
신이치로의 어머니. 외아들인 신이치로를 아끼고 있지만 장래희망은 반대하고 있다. 이성보다는 감정에 치우친 격한 성격으로 히로미를 눈엣가시로 여기기며 매정하게 대하는 탓에 신이치로와는 서먹서먹하다.

### 부제목
각 화의 제목은 극중에서 등장인물이 말한 대사이다.
1. 2008년 1월 6일, 私…涙、あげちゃったから - 난…눈물을 줘버렸거든
2. 2008년 1월 13일, 私…何がしたいの… - 난…뭘 하고 싶은 걸까…
3. 2008년 1월 20일, どうなった？ こないだの話 - 저번 이야기, 어떻게 됐어?
4. 2008년 1월 27일, はい、ぱちぱちってして - 자, 첨벙첨벙 해봐
5. 2008년 2월 3일, おせっかいな男の子ってバカみたい - 참견많은 남자애는 질색이야
6. 2008년 2월 10일, それ…何の冗談? - 지금… 장난치는 거지?
7. 2008년 2월 17일, ちゃんと言って、ここに書いて - 똑바로 말해, 여기에 써
8. 2008년 2월 24일, 雪が降っていない街 - 눈이 내리지 않는 마을
9. 2008년 3월 2일, なかなか飛べないね - 좀처럼 날지 못하네…
10. 2008년 3월 9일, 全部ちゃんとするから - 전부 제대로 할게
11. 2008년 3월 16일, あなたが好きなのは私じゃない - 당신이 좋아하는 건 내가 아냐
12. 2008년 3월 23일, 何も見ていない私の瞳から - 아무것도 보지 못하는 내 눈에서
13. 2008년 3월 30일, 君の涙を - 너의 눈물을

### 주제가
여는 곡 〈리플렉티아(일본어: リフレクティア 리후레쿠티아[*]〉
작사: riya, 작곡·편곡: 키쿠치 하지메, 노래: eufonius
닫는 곡 〈세상의 눈물(セカイノナミダ 세카이노 나미다[*]〉
작사: 하다 아키, 작곡·편곡: 스에히로 켄이치, 노래: 유키 아이라

### 인터넷 라디오
인터넷 라디오“여기는 튤립 방송국(일본어: こちらチューリップ放送局)”가 2007년 12월 7일부터 12월 28일동안 4회에 걸쳐 방송되었다. 그리고 애니메이션이 방영되기 앞서 디지털 비트에서 운영하는 비트☆넷 라디오! 코너로 옮겨진 뒤 같은 프로그램명으로 2008년 1월 4일부터 5월 30일까지 방송되었다. 전담 진행자는 히로인 3인방의 성우인 타카가키 아야히, 나즈카 카오리, 이구치 유카가 맡았다. 애니메이션 본편에 대한 이야기와 청취자의 사연 소개를 주 내용으로 한다.

## 관련 상품

### 서적
- 《트루 티어즈 퍼스트 팬북》 - 2006년 2월, ISBN 4-86176-220-0
- 만화 《트루 티어즈》 - 2006년 12월 21일, ISBN 978-4-7973-3935-2

### CD
- 게임 여는 노래 〈Tear in snow〉 - 2005년 12월 26일
- 게임 닫는 노래 〈너와 내일로(君とあしたへ)〉 - 2006년 4월 26일
- 애니메이션 여는 노래 〈리플렉티아(リフレクティア)〉 - 2008년 1월 23일, LACM-4459
- 애니메이션 닫는 노래 〈세상의 눈물(セカイノナミダ)〉 - 2008년 2월 6일, LACM-4455
- 애니메이션 오리지널 사운드트랙 - 2008년 2월 27일, LACA-5752
- 이미지송 앨범 《Tears...for truth》 - 2008년 4월 16일, LACA-5763

### DVD
- 실사드라마 트루티어즈 ~퓨어 앨범~

1. 2006년 12월 21일 ISBN 978-4-7973-3935-2

애니메이션
1. 2008-03-25, BCBA-3216
2. 2008-04-25, BCBA-3217
3. 2008-05-23, BCBA-3218
4. 2008-06-25, BCBA-3219
5. 2008-07-25, BCBA-3220